# Ludwig Zuiverloon

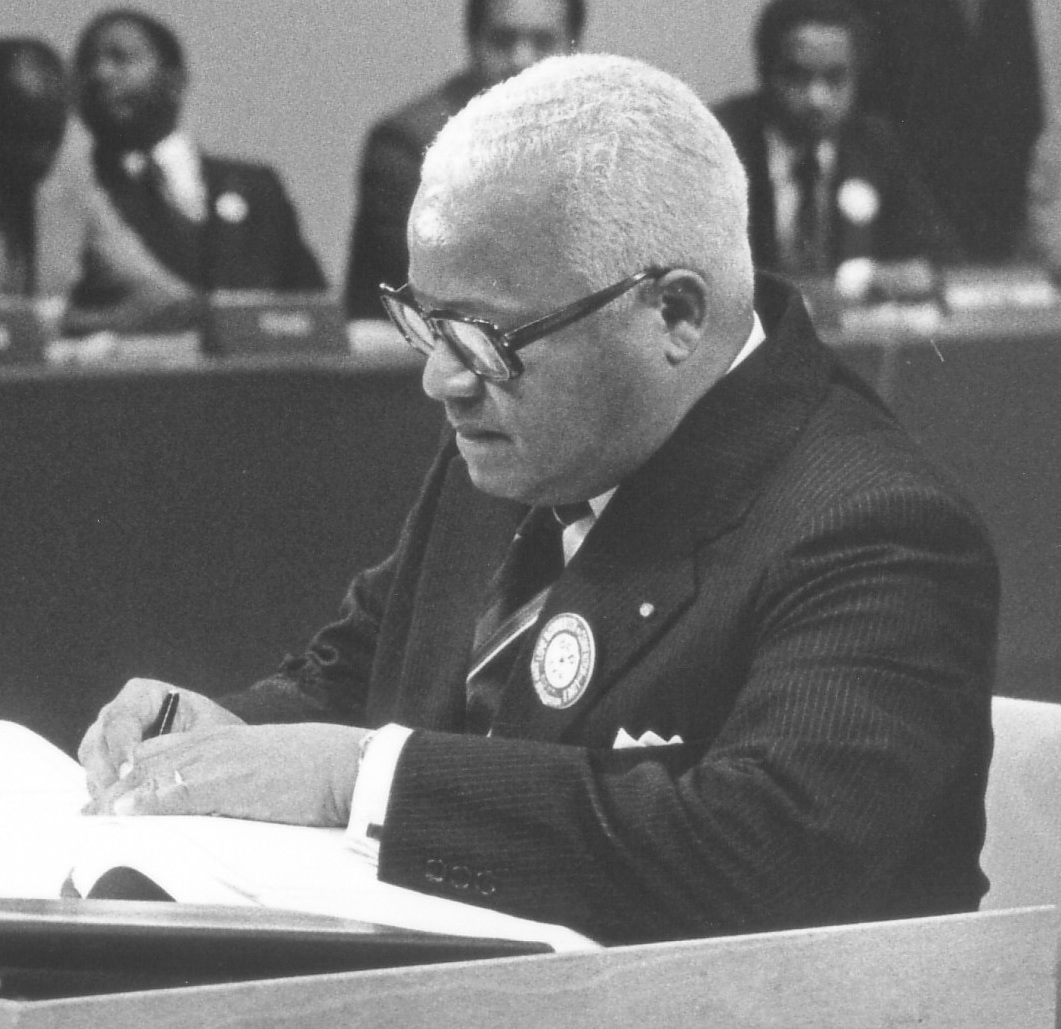
Zuiverloon in 1979

Ludwich Cornelius Zuiverloon ook wel Ludwig Cornelis Zuiverloon (Boven Commewijne, 3 december 1920 – 18 mei 1983) was een Surinaams politicus van de PSV en (register-)accountant.
In 1934, hij moest toen nog 14 worden, behaalde hij aan de St. Willibrordusschool het ulo-diploma waarna hij ging werken bij de Nederlands-Indische Gas Maatschappij (NIGM; later OGEM). In 1938 behaalde hij het praktijkdiploma boekhouden en een jaar later vertrok hij naar Curaçao waar hij vijftien jaar zou blijven werken. Zo was hij daar enige tijd administrateur bij de KLM en later was hij bedrijfsleider bij een grote handelsonderneming. Bovendien behaalde hij het diploma Moderne Bedrijfs Administratie. Op Curaçao is hij in 1947 getrouwd met Justina Theodora Maria Bérénos.
In 1954 vertrok hij naar Nederland om verder te studeren. Hij behaalde daar het Staats Praktijk Diploma Bedrijfsadministratie maar ook de MO-akte Boekhouden. Zuiverloon ging in 1956 terug naar Suriname waar hij naast adjunct-accountant ook docent was op een kweekschool en de AMS. Nadat V.M. de Miranda minister van Openbare Werken en Verkeer werd volgde Zuiverloon hem op als gouvernementsaccountant en kreeg daarmee de leiding van de Gouvernements Accountant Dienst. Eind 1960 werd hij onderdirecteur bij het departement van Economische Zaken. Zijn partijgenoot P.A.M. van Philips was toen minister van Economische Zaken in het kabinet-Emanuels. Deze stapte begin 1961 op vanwege zijn benoeming tot lector aan de Universiteit van Amsterdam waarop Zuiverloon hem opvolgde als minister van Economische Zaken. Twee jaar later trad het eerste kabinet Pengel aan waarin hij terugkeerde als minister zonder portefeuille. Als gevolg van de Ormet-affaire stapte de PSV eind 1963 uit de coalitie. Tot 1968 was Zuiverloon hoofdambtenaar ter beschikking van de minister van Financiën. Hij ging in 1968 in Nederland werken bij het kabinet van de gevolmachtigd minister van Suriname. Hij was daar handelscommissaris en economisch adviseur. Vervolgens ging hij weer werken als accountant. In 1971 slaagde hij voor het slotexamen als register-accountant en een jaar later werd hij als zodanig ingeschreven. Hij werd in 1973 firmant bij een accountantskantoor in Suriname en een jaar later had hij zijn eigen accountantskantoor in Paramaribo. Zuiverloon werd eind 1977 weer minister van Economische Zaken. Ruim twee jaar later kwam een einde aan zijn ministerschap toen met de Sergeantencoup de regering werd afgezet.
Zuiverloon overleed in 1983 op 62-jarige leeftijd.